# Каменоје (Опочки рејон)
Каменоје (рус. Каменное) слатководно је језеро глацијалног порекла смештено у источном делу Опочког рејона, на југозападу Псковске области у Русији. Језеро се налази у басену реке Алоље преко које је повезано са басеном Великаје и Балтичким морем.
Акваторија језера обухвата површину од око 8,1 км² (808,8 хектара, са острвима око 8,90 км² ). Максимална дубина језера је до 7 метара, односно просечна око 3,7 метара. Ка језеру се одводњава подручје површине 51,6 км².
На обали језера леже села Руднихино, Камено, Богри и Јастребово.